# Чорні Орли
Чорні Орли (кор. 블랙이글, англ. Black Eagles, офіційно 53 повітряна демонстраційна група (англ. The 53rd Air Demonstration Group — пілотажна група Південнокорейських ВПС.
Заснована як постійна пілотажна команда 12 грудня 1994 року. З 2007 використовує літаки T-50 Golden Eagle. Базується у Вонджу, провінція Канвондо.

## Історія
Перша південнокорейська пілотажна команда була сформована у 1953 році і виступала на чотирьох літаках P-51 Mustang.
Вона виступила перед глядачами на аеродромі Сачхон 1 жовтня у рамках святкування Дня збройних сил після завершення Корейської війни. У жовтні 1956 року була створена команда на Lockheed T-33. Третя група, «Синя Шабля» (англ. Blue Sabre) на чотирьох реактивних F-86 Sabre виступала з 1959 по 1966 рік. З 1954 по 1966 щороку на день Збройних сил ці команди проводили демонстраційні польоти вздовж річки Хан.
У 1967 році була сформована нова пілотажна команда — «Чорні Орли». З 1966 по 1978 рік вона виступала на семи літаках Northrop F-5 Freedom Fighter (з 1966 по 1969 це були літаки моделі F-5A, з 1970 по 1972 рік польоти були припинені, з 1973 по 1978 роки використовувалася модель RF-5A). У 1978 році команда була розформована з метою підвищення оборонної готовності.
12 грудня 1994 року команда була відновлена у складі 238-ї винищувальної ескадрильї 8-го винищувального крила та виступала на шести літаках Cessna A-37B Dragonfly. 1 квітня 1999 вона була відокремлена як 239 пілотажна ескадрилья.
31 жовтня 2007 року, після авіасалону в Сеулі, команда Black Eagles була тимчасово розформована для переходу на нові літаки, T-50 Golden Eagle. Прощальним польотом 10 жовтня 2007 року керував начальник штабу ВПС Республіки Корея генерал Кім Енгі.
Переформування було заплановане на 2010 рік, «Чорні Орли» були відновлені раніше, у серпні 2009 року, та 23 вересня провели авіашоу над Сеулом на честь 60-річчя ВПС. 
1 квітня 2013 року ескадрилья отримала дозвіл розширитися до рівня незалежної групи, отримавши позначення «53-я повітряна демонстраційна група» під прямим контролем штабу ВПС. Зараз група не підпорякована 8 винищувальному крилу, але продовжує базуватися у Вонджу разом зі своїм колишнім підрозділом і обслуговується його відділеннями логістики та підтримки крила.

### Літаки
| Модель                    | Країна-виробник | Кількість | Роки експлуатації | Примітка                                      |
| ------------------------- | --------------- | --------- | ----------------- | --------------------------------------------- |
| North American P-51       | США             | 4         | 1953–1954         | Тільки один показ на рік 1 жовтня             |
| Lockheed T-33             | США             | 4         | 1956–1959         | Тільки один показ на рік 1 жовтня             |
| North American F-86 Sabre | США             | 4         | 1959–1966         | Тільки один показ на рік 1 жовтня             |
| Northrop F-5              | США             | 7         | 1966–1978         | Моделі F-5A і RF-5A. 7 основних + 1 резервний |
| Cessna A-37               | США             | 6         | 1994–2007         | 6 основних + 2 резервних                      |
| KAI T-50                  | Південна Корея  | 8         | з 2009            | 8 основних + 2 резервних                      |

T-50B команди пофарбовані в жовтий, білий і чорний колір. Літак в основному такий же, як і оригінальний Т-50, за винятком системи димоутворення, кількох камер і двох ліхтарів, вбудованих у крила.

## Інциденти
- 8 травня 1998 року під час тренувального польоту два А-37 команди зіткнулися в повітрі поблизу Чхунчхону, провінція Канвон. Один із літаків розбився, загинув лідер групи майор Чо Вон Хун. Інший літак приземлився з незначними пошкодженнями.
- 5 травня 2006 року під час авіашоу, присвяченого Дню дітей, на авіабазі Сувон[en] один з A-37B впав на дальній край злітно-посадкової смуги. [2] Пілот майор Кім До Хеон міг катапультуватися, але до останнього утримував контроль над літаком до кінця, щоб переконатися, що літак не впаде на глядачів.
- 15 листопада 2012 року пілот команди капітан Кім Ван Хі загинув, коли його T-50B розбився на в повіті Хвенсон[en] приблизно у 90 км на схід від Сеула. [3] Аварія сталася через людську помилку під час технічного обслуговування — один з кабелів забули підключити після ремонту, що вплинуло на елементи керування вертикальним польотом. Пілот врізався у схил гори, намагаючись уникнути падіння на будинки. [4]
- 6 лютого 2018 року один із літаків команди перекинувся після того, як одна з його шин лопнула під час зльоту в аеропорті Чангі. Він злітав під час підготовки до виступу на Сінгапурському авіашоу[en]. [3]

## Нагороди
1 липня 2012 року команда отримала нагороду «Boeing Trophy» за найкращий виступ на 17-му Міжнародному авіасалоні у Веддінгтоні. 
8 липня 2012 року «Чорні Орли» були нагороджені Меморіальним мечем короля Хусейна та As The Crow Flies Trophy після свого першого виступу на Royal International Air Tattoo.

## Галерея

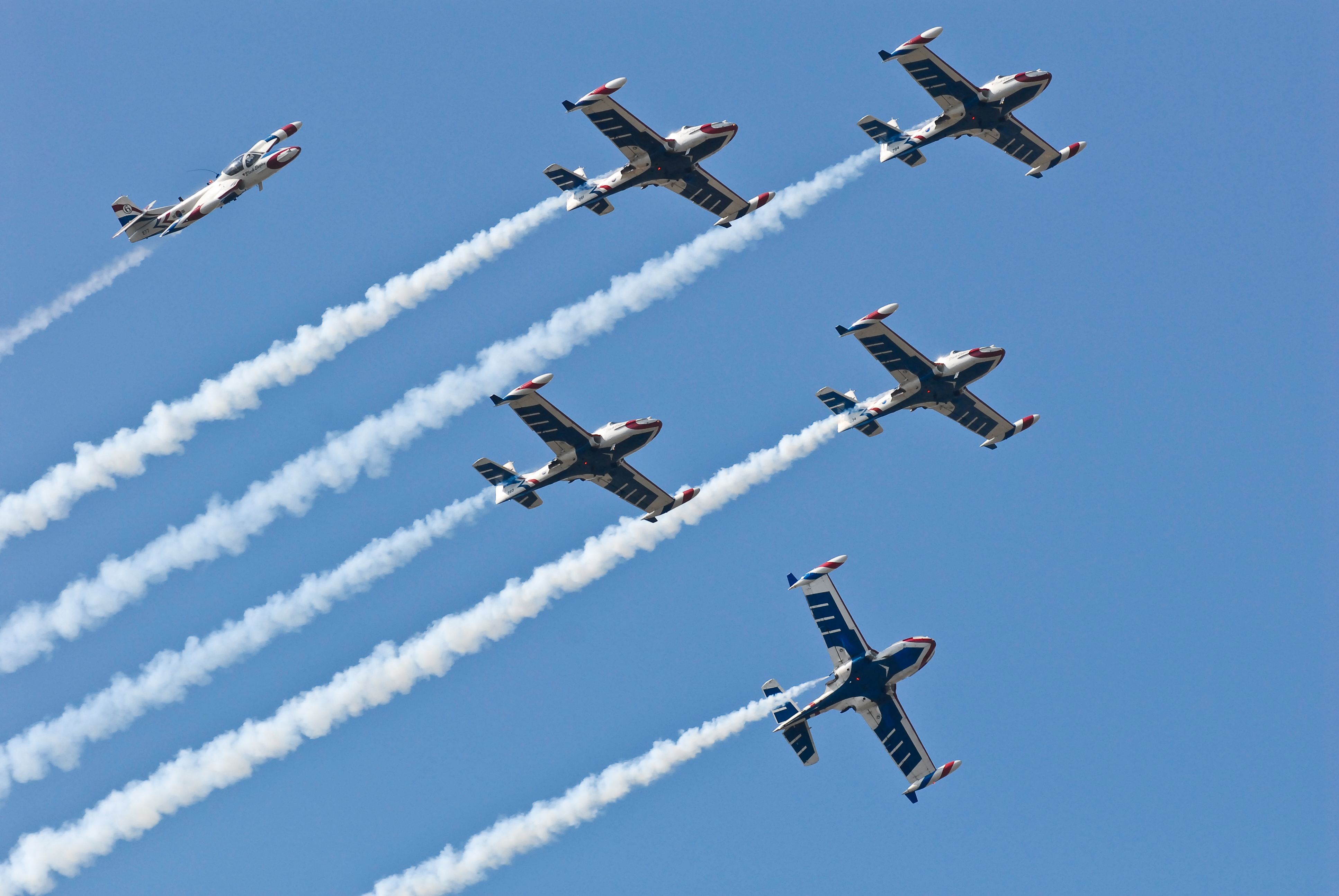
Виступ у 2007 на попередніх літаках команди, A-37B.
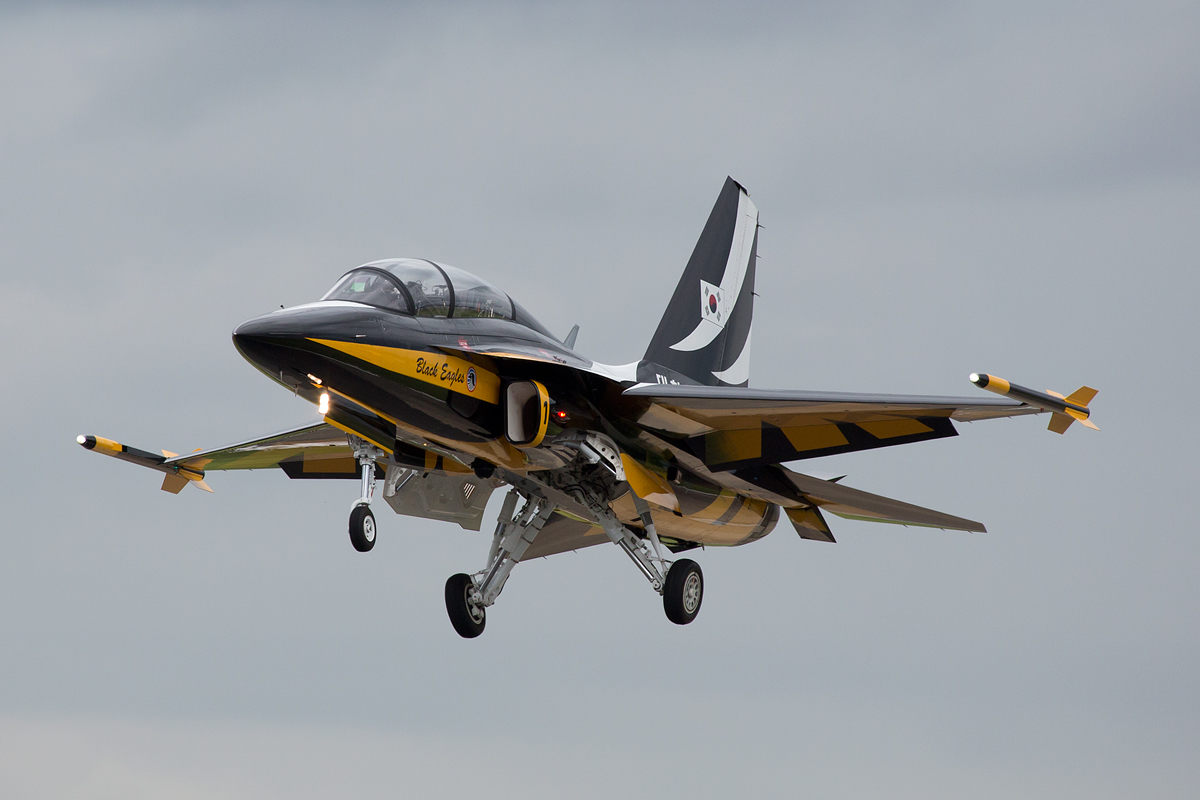
Один з T-50 команди у 2012.
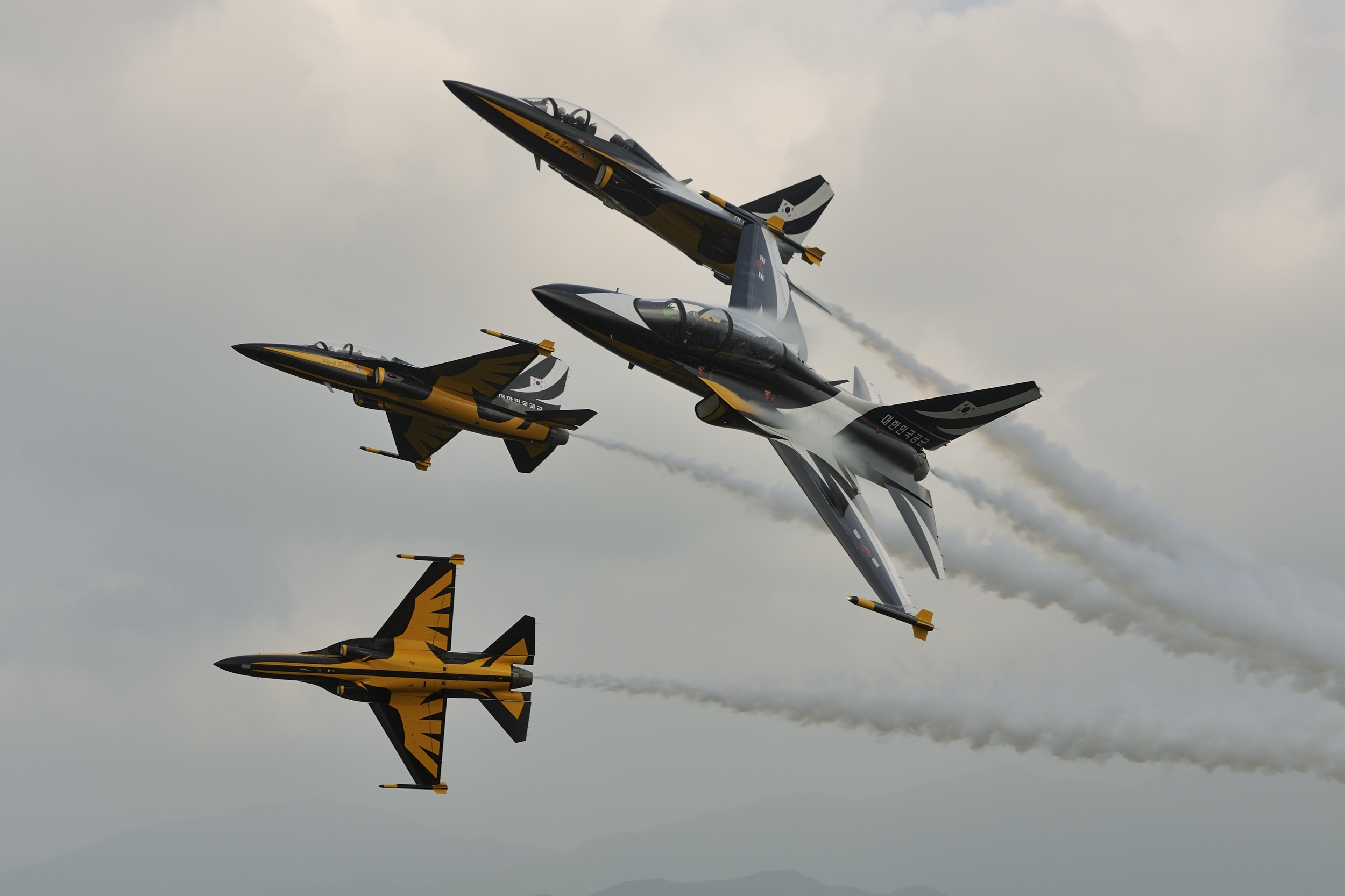
Виступ 2011 року.
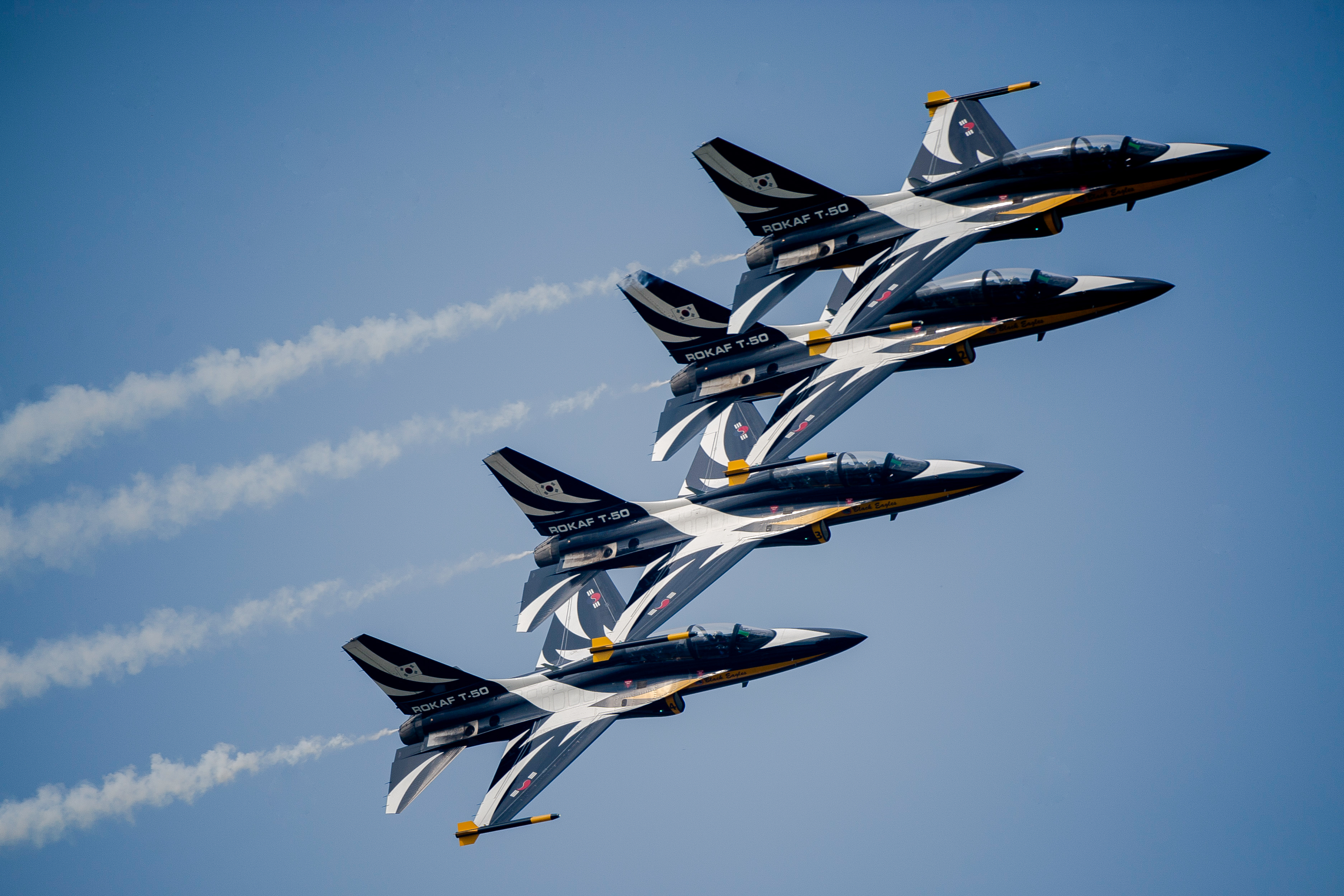
Air Power Day 2016.